# بارلي ب برات
بارلي باركر برات الأب (12 أبريل 1807-13 مايو 1857) كان قائدًا مبكرًا لحركة قديسي الأيام الأخيرة، وقد أصبحت كتاباته في أوائل القرن التاسع عشر عرضًا هامًا لمعتقدات قديسي الأيام الأخيرة. وسُمي في عام 1835 كأحد الأعضاء الأوائل في مجموعة الرسل الاثني عشر، وكان برات جزءًا من المهمة الناجحة للمجموعة في بريطانيا العظمى من عام 1839 حتى عام 1841. وقد أطلق على برات لقب «الرسول بولس المورموني» لترويجه لعقائد المورمون الخاصة.
استكشف برات أخدود بارلي في سولت ليك سيتي، يوتا (وسمي تيمنًا به)، وبعد ذلك قام ببناء وصيانة أول طريق للمواصلات العامة في الأخدود.
مارس برات تعدد الزوجات. وقُتل عام 1857 على يد الزوج السابق لزوجته الثانية عشرة. وأنجب برات ثلاثين طفلًا. وقد قُدر عدد أحفاده الأحياء في عام 2011 بنحو 30.000 إلى 50.000. وهو الجد الأكبر لميت رومني المرشح الجمهوري لمنصب رئيس الولايات المتحدة لعام 2012، وجون هانتسمان جونيور الدبلوماسي والحاكم السابق لولاية يوتا، الذي شغل منصب سفير الولايات المتحدة لدى روسيا منذ عام 2017 حتى عام 2019.

## النشأة وتعليمه
ولد برات في بورلينغتون في نيويورك، واسم والده جاريد برات (1769-1839) وزوجته تشاريتي ديكنسون (1776-1849) من أحفاد آن هاتشينسون. تزوج بثانكفول هالسي في كانان في نيويورك في 9 سبتمبر عام 1827.
هاجر الزوجان الشابان إلى الغرب، حيث استقرا بالقرب من كليفلاند في أوهايو، وهناك اشترى برات الأرض وبنى منزلًا. وفي ولاية أوهايو أصبح برات عضوًا في الجمعية المعمدانية المُصلحة، والتي يُطلق عليها أيضًا «تلاميذ المسيح»، وتأثر بوعظ سيدني ريغدن. وسرعان ما ترك برات ممتلكاته ليمتهن الكهنوت.

## خدمة قديسي الأيام الأخيرة
أثناء السفر لزيارة العائلة في غرب نيويورك، قرأ برات نسخة من كتاب مورمون يملكه شماس معمداني. واقتناعًا منه بأصالته سافر إلى بالميرا وتحدث إلى هايرم سميث. وجرى تعميد برات في بحيرة سينيكا من قبل أوليفر كاودري نحو 1 سبتمبر من عام 1830، وانضم رسميًا إلى الكنيسة. كما رُسِمَ في منصب الشيخ. وتابع إلى منزل عائلته ثم عرف شقيقه الأصغر أورسون برات إلى المورمونية وعمده في 19 سبتمبر عام 1830.
عند وصوله إلى فايت في نيويورك في أكتوبر عام 1830، التقى برات بجوزيف سميث وطُلب منه الانضمام إلى مجموعة تبشيرية مخصصة للتبشير إلى قبائل الأمريكيين الأصليين على حدود ميزوري. أثناء الرحلة غربًا توقف هو ورفاقه لزيارة سيدني ريغدن. وقد كان لهم دور فعال في اعتناق ريغدن ونحو 130 عضوًا من رعيته للمورمونية في غضون ثلاثة أسابيع. وأصبح برات صديقًا مقربًا لعائلة سميث، ولا سيما جوزيف، الذي تعرض معه لاحقًا للاضطهاد والسجن، بما في ذلك السجن في سجن ليبرتي.
في أوائل عام 1833 خدم برات كمبشر في إلينوي. وذهب إلى مقاطعة جاكسون في ميزوري، حيث ترأس خلال الصيف مدرسة الشيوخ، وهي تجمع لنحو 60 رجلًا درسوا مواضيع دينية ودنيوية، على غرار مدرسة الأنبياء في كيرتلاند في أوهايو. وفي خريف عام 1833 شغل منصب رئيس فرع مورمون رقم 8 في مقاطعة جاكسون وكقائد في ميليشيا المورمون. وكان من بين أتباع كنيسة قديسي الأيام الأخيرة الذين ذهبوا إلى مقاطعة كلاي بولاية ميزوري بسبب أعمال العنف. وفي فبراير عام 1834 عاد برات وليمان وايت إلى كيرتلاند لتقديم تقرير عن الأحداث في ميزوري إلى جوزيف سميث. ومن كيرتلاند سافر برات مع سميث إلى ولاية بنسلفانيا وغرب نيويورك للتبشير ومحاولة تجنيد الناس للخدمة في معسكر زيون. وبعد السفر معًا لمدة ثلاثة أسابيع، خلال بعض هذا الوقت مع برات الذي كان يعمل كاتبًا لسميث، عاد سميث إلى كيرتلاند من جينيسيو في نيويورك لأجل دعوى قضائية. وواصل برات جهوده التبشيرية مع هنري براون. وقد ذهب برات وبراون إلى شرق نيويورك لمنح أفراد عائلته المال للانتقال إلى كيرتلاند. ثم ذهبا إلى ريتشلاند في نيويورك، حيث أقنع برات ويلفورد ودروف الذي كان قد تعمد قبل ثلاثة أشهر بالانضمام إلى معسكر زيون.
عاد برات إلى ميزوري في وقت لاحق في عام 1834 كعضو في معسكر زيون. وبعد تفكك معسكر زيون انضم برات إلى زوجته ثانكفول التي بقيت في مقاطعة كلاي أثناء سفره. وخلال عمله كعامل باليومية خدم برات في مجلس ميزوري الأعلى. ولكن ديون ثانكفول تراكمت عليها في غياب برات، وعندما عاد معها إلى أوهايو شعر البعض أنه كان يحاول الفرار من الدائنين وانتقدوه بسبب ذلك. واستقر برات في نيو بورتاج في أوهايو (الآن جزء من باربرتون)، حيث كان قائدًا لمجموعة من قديسي الأيام الأخيرة هناك.

### المزيد من الخدمة التبشيرية
في عام 1835 بعد تسميته كرسول، خدم برات مع رسل آخرين في مهمة إلى نيويورك ونيو إنجلاند وشرق كندا. وبشر برات في كندا العليا في تورنتو وما حولها في عام 1836. وفي العامين 1837 و1838 بشر في مدينة نيويورك.
خدم برات لاحقًا كمبشر في جنوب الولايات المتحدة وإنجلترا وجزر المحيط الهادئ وأمريكا الجنوبية. ثم انتقل إلى تشيلي لبدء العمل التبشيري في فالبارايسو. وفي عام 1852 غادر برات وعائلته تشيلي بعد وفاة طفلهم أومنر، دون أن يحققوا نجاحًا كبيرًا بين السكان الكاثوليك في البلاد.
بالإضافة إلى اعتناق شقيقه أورسون والواعظ سيدني ريغدن للمورمونية، قدم بارلي برات عقيدة المورمون للعديد من قادة الكنيسة المستقبليين، بما في ذلك فريدريك جي ويليامز، وجون تايلور وزوجته ليونورا، وإسحاق مورلي، وجوزيف فيلدنغ، إلى جانب أختيه ماري ومرسي.

### الرسول
في عام 1835 دخل برات في قيادة حركة قديسي الأيام الأخيرة المبكرة عندما جرى اختياره كواحد من مجموعة الاثني عشر رسولًا. وأثناء قيامه بمهمة إلى الجزر البريطانية في عام 1839 حرر برات المجلة الدورية التي جرى إنشاؤها حديثًا ميلينيال ستار. وأثناء ترؤسه فروع الكنيسة ومصالحها في نيو إنجلاند وولايات وسط المحيط الأطلسي، نشر برات دورية باسم ذا بروفيت من مقره في مدينة نيويورك.

### حرب ميزوري
بعد أن خدم كمبشر في مدينة نيويورك عاد برات إلى مقر الكنيسة في ميزوري عام 1838. واعتقل في نوفمبر من عام 1838 مع جوزيف سميث، واحتُجز في سجن ريتشموند في كولومبيا حتى هروبه في 4 يوليو عام 1839. وتشتمل كتاباته خلال هذا السجن وغيره مع سميث على العديد من الروايات والقصص الأولى المحفوظة عن سميث.